# Nicola Spirigová
Nicola Spirigová Hugová (* 7. února 1982, Bülach, Švýcarsko) je bývalá švýcarská triatlonistka.

## Kariéra
Na olympijských hrách v Londýně roku 2012 vybojovala zlatou medaili v individuálním závodě, byť o vítězce velmi těsného závodu musela rozhodnout cílová fotografie. Z následující olympiády v Riu konané roku 2016 si přivezla z individuálního závodu stříbro. Zúčastnila se i tří dalších olympijských her, v Athénách roku 2004 skončila devatenáctá, v Pekingu roku 2008 šestá a stejného umístění dosáhla i na své poslední olympiádě v Tokiu, která se konala roku 2021. Zároveň zde skončila sedmá ve smíšené štafetě. Na hrách v Londýně byla vlajkonoškou švýcarské výpravy na závěrečném ceremoniálu. Je rovněž šestinásobnou mistryní Evropy (2009, 2010, 2012, 2014, 2015, 2018) a vítězkou Evropských her z roku 2015. Při svém posledním evropském triumfu v roce 2018 byla druhou nejstarší závodnicí ve startovním poli. V roce 2012 byla zvolena švýcarskou sportovkyní roku (anketa má oddělené mužské a ženské vítěze). Závodní kariéru ukončila roku 2022, ve svých 40 letech.
Vedle triatlonu se věnovala běhu na dlouhé tratě, běžela například maratonský závod na Mistrovství Evropy v atletice v Curychu roku 2014, kde doběhla na 24. místě. Všestrannost potvrdila, když se v roce 2015 zúčastnila, spolu se sedmibojařkou Lindou Züblinovou, závodu Světového poháru v bobech, na pozvání švýcarského pilota Beata Heftiho a jeho brzdaře Alexe Baumanna. Kuriózně složené kvarteto se umístilo na 27. místě. Jejím manželem je bývalý švýcarský triatlonista Reto Hug.
Vystudovala práva na univerzitě v Curychu. Žije v Bachenbülachu.